# Klotoida

Klotoida při

Klotoida (z řec. klóthó, předu), také Cornuova nebo Eulerova spirála, je transcendentní rovinná křivka, jejíž křivost je přímo úměrná délce oblouku. Používá se v dopravním stavitelství jako přechodnice (u pozemních komunikací), křivka spojující dva úseky trasy s odlišnou křivostí, nejčastěji na nájezdu do oblouku a na výjezdu z něho.

## Matematické vyjádření
Klotoidu lze vyjádřit přirozenou rovnicí křivky:
{\displaystyle R={\frac {A^{2}}{L}},\quad L>0,}
kde {\displaystyle R} je poloměr křivosti, {\displaystyle L} délka oblouku od jejího středu (inflexního bodu) a {\displaystyle A} libovolná kladná konstanta. Touto rovnicí je již rovinná křivka až na podobnost určena jednoznačně.

## Historie
Rovnici klotoidy poprvé napsal Jacob Bernoulli v roce 1694, ale křivku nenakreslil ani numericky nevypočítal. To udělal až roku 1734 Leonhard Euler, který na ni přišel při zkoumání spirálových pružin. 1874 ji nezávisle objevil francouzský fyzik Alfred Cornu [korny] při zkoumání a výpočtech ohybů. Od roku 1937 se používá jako přechodnice, v ČR nyní i na železnici, kde se dříve používala jednodušší kubická parabola.